# Nicholas Windsor

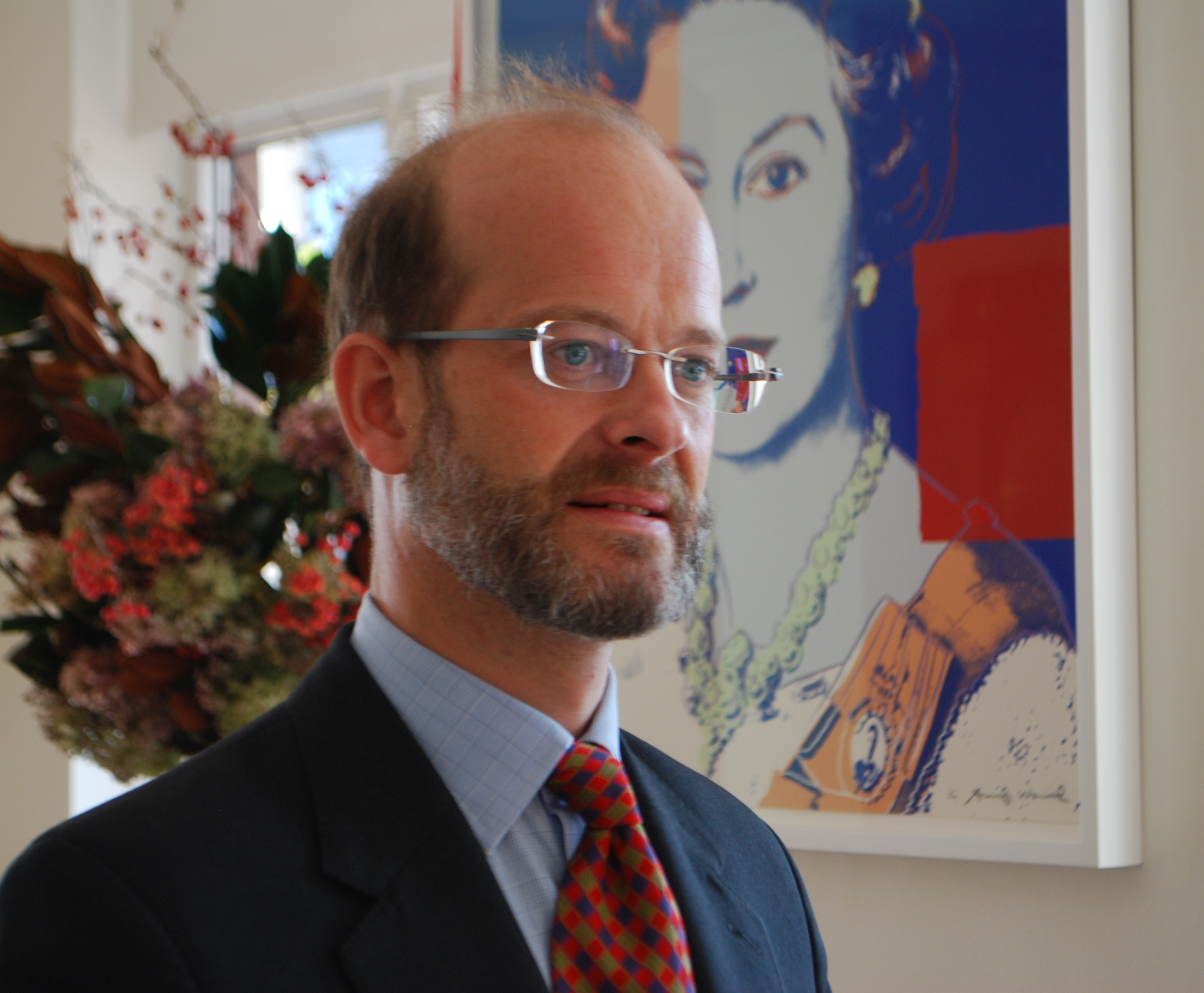
Lord Nicholas Windsor (2013)

Nicholas Charles Edward Jonathan Windsor (Londen, 25 juli 1970) is een lid van het Britse koningshuis. Hij is de jongste zoon van Edward Windsor en Katharine Worsley, en achterkleinzoon van George V.

## Jeugd
Lord Nicholas Windsor werd geboren in het University College Hospital te Londen, hij is het eerste lid van de Engelse koninklijke familie dat in een ziekenhuis is geboren. Hij heeft een oudere broer, George Windsor en een oudere zus, Helen Windsor. Nicholas werd gedoopt op 11 september 1970 in Windsor Castle. Zijn peetouders zijn Charles III en Donald Coggan.
Hij heeft gezeten op de Westminster School (voluit: The Royal College of St. Peter at Westminster), daarna ging hij naar de Harrow School. Uiteindelijk ging hij naar Manchester College in Oxford. Hij maakte zijn school echter niet af, hij ging van school om door Afrika te reizen.

## Bekering tot het katholicisme
In een privéceremonie in 2001 sloot Nicholas zich aan bij de Rooms-Katholieke Kerk en daardoor was hij zijn plek in de lijn van de Britse troonopvolging kwijt, want volgens de 'Act of Settlement' uit 1701 hebben katholieken en leden van de koninklijke familie die met katholieken trouwen geen recht op de troon. Ondanks dat, hoewel zijn moeder zich in 1994 ook bekeerd heeft tot het katholicisme, is zijn vader diens plek in de lijn van de Britse troonopvolging niet kwijtgeraakt. Katherine was namelijk nog aangesloten bij de Anglicaanse Kerk toen ze met Nicholas' vader trouwde.

## Huwelijk
Lord Nicholas ontmoette Paola Doimi de Lupis Frankopan (7 augustus 1967), ook katholiek, op een feestje in New York; hun verloving werd bekendgemaakt op 26 september 2006. Ze trouwden op 19 oktober 2006; Paola kreeg daarmee het recht zich Lady Nicholas Windsor te noemen. Het huwelijk werd op 4 november 2006 kerkelijk bevestigd in Vaticaanstad. Dit was de eerste keer dat een lid van de Engelse koninklijke familie in Vaticaanstad trouwde.
Het echtpaar heeft drie kinderen:
- Albert Louis Philip Edward (22 september 2007)
- Leopold Ernest Augustus Guelph (8 september 2009)
- Louis Arthur Nicholas Felix (27 mei 2014)

De kinderen hebben geen titel gekregen.